# Naima Wifstrand

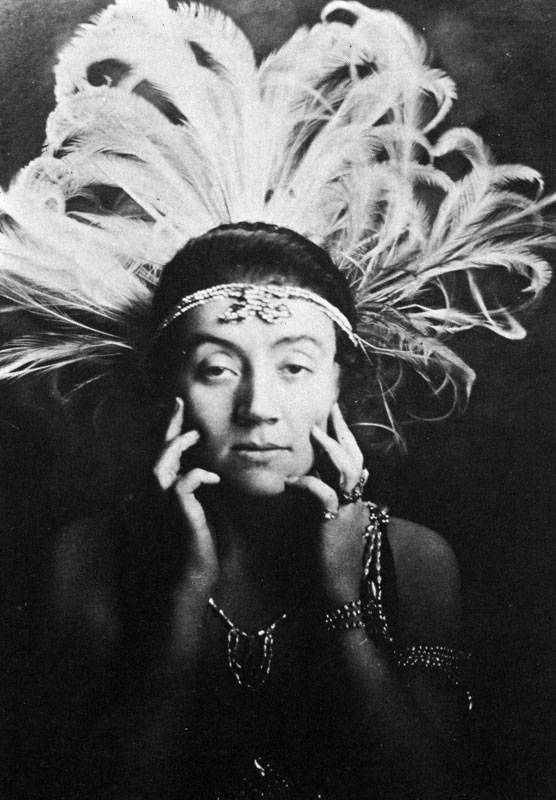
Naima Wifstrand (1916)

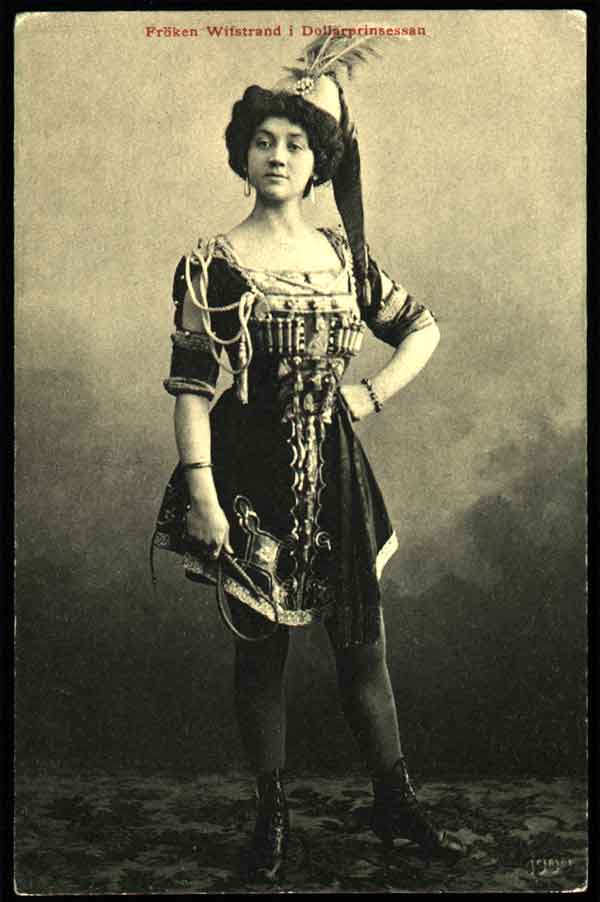
Naima Wifstrand (1909)

Siri Naima Matilda Wifstrand (* 4. September 1890 in Stockholm; † 23. Oktober 1968 ebenda) war eine schwedische Schauspielerin und Operettensängerin (Mezzosopran).

## Leben
Siri Naima Matilda Wifstrand wuchs als Tochter einer alleinerziehenden Mutter in Fleminggatan, Stockholm auf. Ab 1905 studierte sie Schauspiel mit Anna Lundbergs und spielte fortan in Helsinki und Stockholm Theater. Ab 1910 studierte sie in London mit Raymond von zur Mühlen Schauspiel. Nach Abschluss ihrer Ausbildung konnte sie sich als schwedische Operettensängerin etablieren. Sie spielte bis Ende der 1920er Jahre regelmäßig in Stockholm Operetten. Bis Ende der 1930er Jahre arbeitete sie hauptsächlich am Theater und begann ab Anfang der 1940er Jahre mit der Filmschauspielerei. Insbesondere für Ingmar Bergman spielte sie am Ende ihrer Karriere in mehreren Filmen, darunter Das Lächeln einer Sommernacht, Wilde Erdbeeren und Die Stunde des Wolfs mit.
Von 1921 bis 1928 war sie mit Erling Nielsen verheiratet.

## Filmografie (Auswahl)
- 1943: Die Strasse der Verlorenen (Kungsgatan)
- 1948: Matrose wider Willen (Flottans kavaljerer)
- 1948: Musik im Dunkeln (Musik i mörker)
- 1948: Schütze Bumm in Nöten (Soldat Bom)
- 1949: Singoalla – die Zigeunerin (Singoalla)
- 1950: Rauschende Wasser (Hammarforsens brus)
- 1951: Wölfe in der Nacht (Valley of Eagles)
- 1952: Die Sehnsucht der Frauen (Kvinnors väntan)
- 1952: Du sollst nicht begehren (Hård klang)
- 1952: Es geschah aus heißer Jugendliebe (För min heta ungdoms skull)
- 1955: Am Abend vor der Hochzeit (Den underbara lögnen)
- 1955: Das Lächeln einer Sommernacht (Sommarnattens leende)
- 1955: Frauenträume (Kvinnodröm)
- 1956: Britta, das Malermodell (Het är min längtan)
- 1956: Die blonde Hexe (La sorcière)
- 1957: Wilde Erdbeeren (Smultronstället)
- 1958: Das Gesicht (Ansiktet)
- 1966: Delirium (Myten)
- 1968: Der Himmel drückt ein Auge zu (Vindingevals)
- 1968: Die Stunde des Wolfs (Vargtimmen)